# The Fan (film, 1981)
För andra betydelser, se The Fan
The Fan är en amerikansk skräckfilm från 1981 regisserad av Edward Bianchi med skådespelarna Lauren Bacall, Michael Biehn, James Garner och Maureen Stapleton. Den skrevs av Priscilla Chapman och John Hartwell, baserat på en roman med samma namn av Bob Randall. Handlingen följer en berömd teater- och filmskådespelerska vid namn Sally Ross (Bacall) som förföljs av en våldsam, rubbad beundrare (Biehn), som börjar mörda dem omkring henne.